# Andrej Babiš
Andrej Babiš (Bratislava, 2 settembre 1954) è un politico e imprenditore ceco che ha ricoperto la carica di primo ministro della Repubblica Ceca dal 2017 al 2021. In precedenza è stato ministro delle Finanze e vice primo ministro dal 2014 al 2017. Babiš è il fondatore e leader del partito politico ANO 2011, da lui guidato fin dal 2012, nato come movimento di protesta contro la politica nazionale.
Nato a Bratislava da una famiglia slovacca, Babiš si è trasferito nella Repubblica Ceca all'inizio degli anni '90, dopo dopo la rivoluzione di velluto. Nel corso di una lunga carriera imprenditoriale, è diventato una delle persone più ricche della Repubblica Ceca, con un patrimonio netto stimato nel febbraio 2024, secondo Forbes, in 3,5 miliardi di dollari. È il fondatore e unico proprietario della holding Agrofert, una delle più grandi aziende del paese e possiede due dei più grandi giornali cechi, Mladá fronta DNES e Lidové noviny.
Babiš è stato nominato primo ministro il 6 dicembre 2017, dopo che ANO è emerso come il primo partito alle elezioni legislative ceche del 2017. È stata la persona più anziana e ricca che sia mai diventata Primo Ministro della Repubblica Ceca, nonché il primo di un partito diverso dal Partito Civico Democratico o dal Partito Socialdemocratico. Babiš è anche il primo premier nato al di fuori della Repubblica Ceca, il primo a detenere la doppia cittadinanza e il primo la cui lingua madre non è il ceco.
Membro della Camera dei Deputati dal 2013, è stato ministro delle finanze e vice-primo ministro dell'economia dal gennaio 2014 al 24 maggio 2017, quando fu spinto a dimettersi su sollecitazione del primo ministro Bohuslav Sobotka, a seguito di accuse di irregolarità finanziarie. Le dimissioni giunsero al termine di una lunga crisi di coalizione iniziata con accuse elusione fiscale in qualità di amministratore delegato di Agrofert nel 2012. È stato descritto da molti commentatori come "il Donald Trump ceco" e criticato per aver creato un'eccessiva concentrazione di potere mediatico.

## Biografia
Nacque a Bratislava, allora in Cecoslovacchia, ora capitale della Slovacchia da padre slovacco di Hlohovec e madre tedesca dei Carpazi di Yasinia, ora Oblast' di Zakarpattia in Ucraina. Suo padre, diplomatico e membro del Partito Comunista Cecoslovacchia, ha rappresentato la Cecoslovacchia, sia durante i negoziati al GATT a Ginevra, che come consulente alle Nazioni Unite. Da parte di sua madre è nipote di Ervin e Viera Scheibner.
Ha trascorso parte della sua infanzia all'estero, venendo istruito a Parigi e Ginevra. Più tardi, ha frequentato un ginnasio di Bratislava e ha proseguito presso l'università di economia, dove si è laureato in commercio internazionale.

### Carriera nel Partito comunista
Dopo gli studi ha lavorato come dipendente della società slovacca controllata dal Partito comunista, la Petrimex, aderendo inizialmente all'organizzazione nel 1978 quando era conosciuta con il suo precedente nome, Chemapol Bratislava. Nel 1985 venne nominato rappresentante dell'organizzazione in Marocco.
Mentre lavora per Petrimex, nel 1980 è diventato anche membro del Partito Comunista  e agente per il servizio segreto di sicurezza dello stato cecoslovacco, StB. Babiš nega di essere stato consapevolmente un agente di StB, ma le sue sfide legali non hanno avuto successo.  Si presume che fosse anche in contatto con il KGB sovietico.

## Carriera imprenditoriale

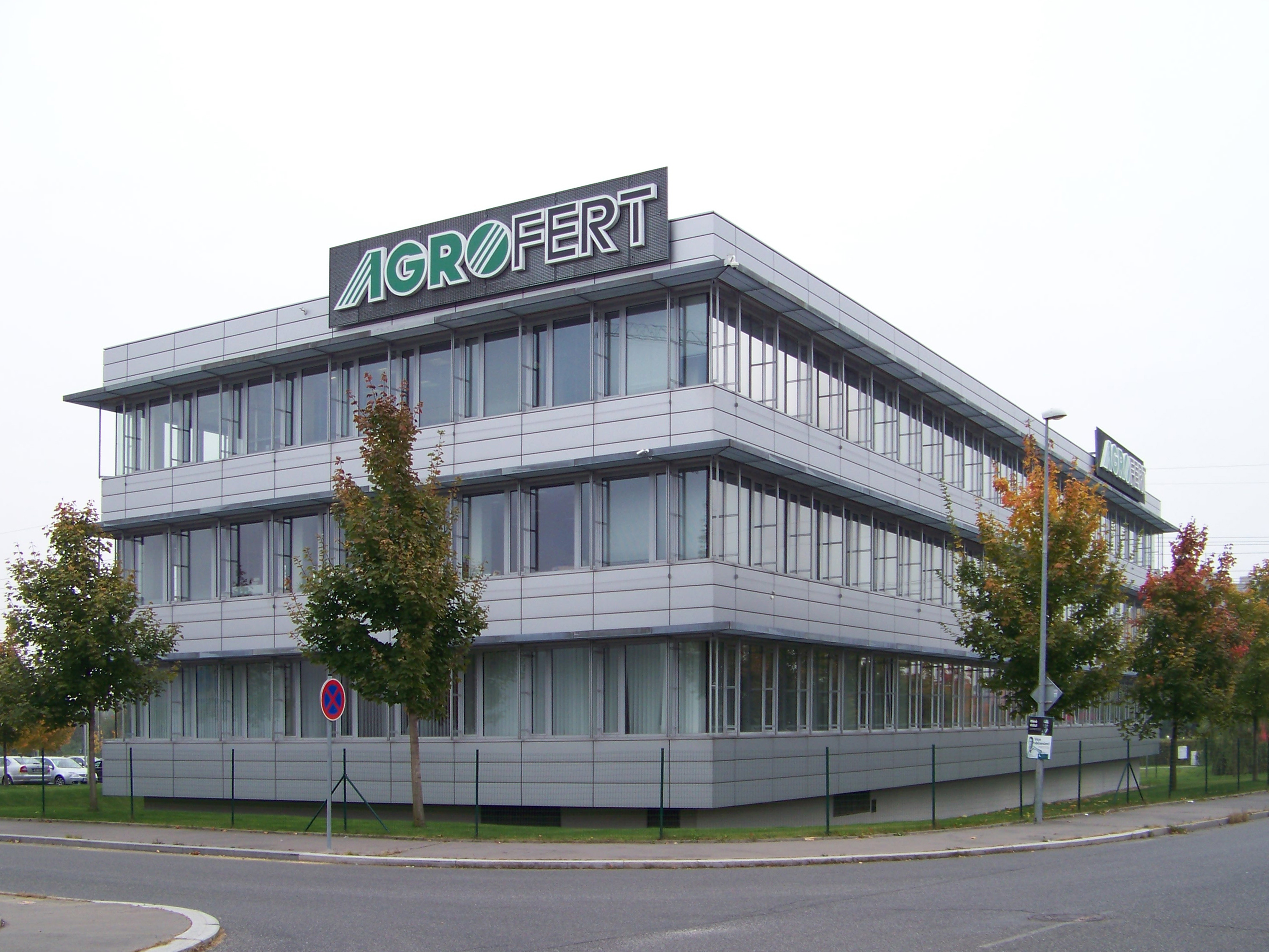
La sede centrale di Agrofert a Chodov, Praga

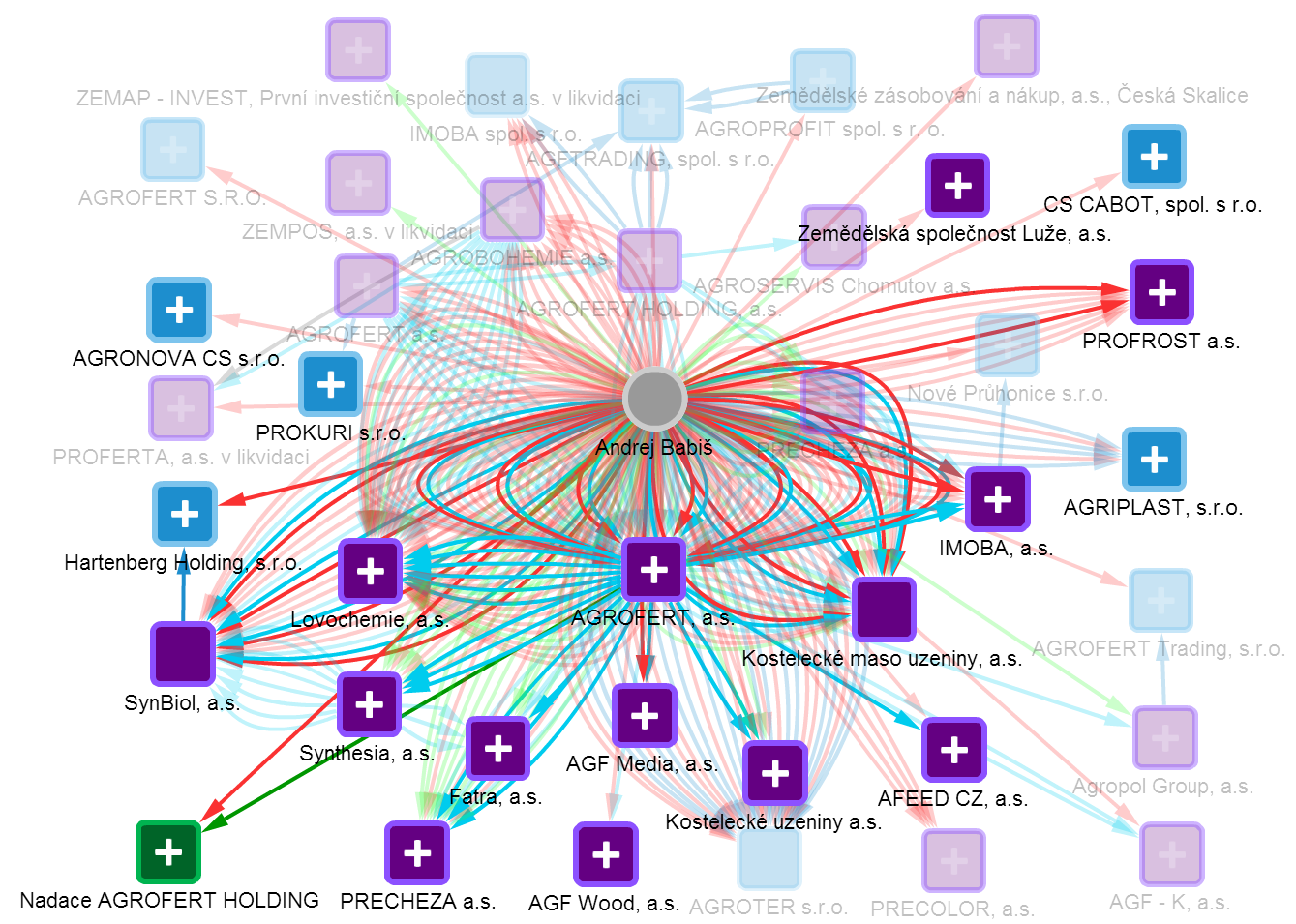
Connessioni tra le aziende del gruppo AGROFERT

Nel 1991 è tornato in Cecoslovacchia dal Marocco, dopo la rivoluzione di velluto  e la dissoluzione della Cecoslovacchia, per risiedere nella Repubblica Ceca. Nel 1993 divenne amministratore delegato della Agrofert, sviluppando gradualmente le sue professionalità in una delle più grandi aziende del paese. L'Agrofert in passato era una filiale della Petrimex. Durante il suo periodo di gestione, l'Agrofert venne segretamente ricapitalizzata da una sconosciuta società svizzera, la OFI, con sede a Baar, in Svizzera, che prese il controllo della Agrofert dalla Petrimex. La Petrimex ha in seguito licenziato Babiš citandolo in giudizio, senza successo, incolpandolo per aver consentito la diluizione della partecipazione dell'azienda in Agrofert.
Poco dopo, Babiš emerse come proprietario al 100% di Agrofert. La fonte del finanziamento iniziale dell'acquisizione della Agrofert da parte di Babiš dalla Petrimex era ancora sconosciuta fin dall'inizio del 2016, anche se Babiš ha affermato che i finanziamenti provenivano dai suoi ex compagni di scuola svizzeri.
Babiš sviluppò gradualmente l'Agrofert in una delle più grandi aziende del paese, iniziando come una società di commercio all'ingrosso, ma in seguito acquisendo diverse aziende agricole, alimentari e chimiche. Nel 2011 la Agrofert Holding era composta da oltre 230 società,, principalmente site in Repubblica Ceca, in Slovacchia ed in Germania. Con 117 miliardi di entrate in corone ceche è la quarta più grande azienda della Repubblica Ceca. La storia della Agrofert, descritta in un libro dal giornalista Tomáš Pergler, è strettamente legata al suo controllo dell'industria petrolchimica ceca. Quando Babiš entrò in politica, ha rassegnato le dimissioni da amministratore delegato, ma è rimasto proprietario unico fino a febbraio 2017, quando è stato legalmente obbligato a mettere le sue società in un trust al fine di rimanere come Ministro delle Finanze.
Mentre le attività commerciali di Babiš si concentravano inizialmente e in particolare sull'agricoltura, in seguito acquisì una serie di società legate ai mass media. Nel 2013, l'Agrofert ha acquistato la Mafra, una ditta che produce detergenti per mezzi di locomozione, editore di due dei più grandi giornali cechi, Lidové noviny e Mladá fronta Dnes, nonché operatore della compagnia televisiva Óčko. L'Agrofert possiede anche Radio Impuls, a partire dalla fine del 2014, la più ascoltata stazione radio della Repubblica Ceca. Queste acquisizioni hanno condotto i critici a mettere in dubbio le motivazioni politiche di Babis, secondo le quali stava accumulando troppo potere, evidenziando un enorme conflitto di interessi.
La sua fortuna gli permette di investire molto nei media: possiede tre quotidiani, un settimanale, siti web e una stazione radio.

## Attività politica

### Fondazione di ANO 2011
Babiš fondò il suo partito, ANO 2011, al fine di "combattere la corruzione e altri mali nel sistema politico del Paese". Diversi studiosi politici hanno osservato, a partire dal 2014, che la democrazia ceca è in declino e che ad Andrej Babis è il politico più responsabile di tale declino. 
I suoi motivi politici vennero posti sotto osservazione dopo che la sua azienda, l'Agrofert, ha acquistato Mafra, una delle più grandi ed influenti case editrici della Repubblica Ceca. Alle elezioni legislative ceche dell'ottobre 2013 divenne, alla Camera dei Deputati, il secondo partito con 47 seggi su 200. La società di consulenza politica americana, Penn Schoen Berland, venne accreditata del suo successo elettorale.
Il 26 maggio 2015, mentre parlava alla Camera dei Deputati, Babiš ha dichiarato di essere stato costretto ad entrare in politica a causa dell'opposizione (riferendosi all'ODS) che, parole sue, "lo ha creato".
Ha inoltre fatto intendere più volte, qualora ANO 2011 diventasse il primo partito di governo, di essere il prossimo Primo Ministro della Repubblica Ceca.
Nel novembre del 2016, Babiš ha criticato i presunti legami tra la CEFC China Energy ed il Partito Social Democratico Ceco e il primo ministro ceco Bohuslav Sobotka affermando che la concentrazione della CEFC sulle società private ceche "non produce alcun beneficio alla Repubblica Ceca".

### Ministro delle Finanze
Babiš è ministro delle Finanze nel governo di coalizione dei socialdemocratici, ANO e cristiano-democratici. 
Durante la sua carica presso il Ministero delle Finanze ha introdotto politiche controverse, come la registrazione elettronica delle vendite, denominata EET, la proposta di riconversione dell'imposta sul valore aggiunto e la dichiarazione di controllo dell'IVA per le società. È stato criticato per aver intensificato le normative sulle piccole e medie imprese e sulla proprietà privata, mentre chiude un occhio alle grandi aziende e aiuta la propria azienda. l'Agrofert.
Nel maggio 2015, dopo la decisione del governo di estendere la tassazione ridotta dei biocarburanti, l'opposizione ha deciso di sfiduciare l'esecutivo.
Fu dimesso dal governo nel maggio 2017, su richiesta di Bohuslav Sobotka, dopo molte controversie su di lui. In particolare, è accusato di aver effettuato operazioni finanziarie dubbie, frodi fiscali e di essere stato più volte in situazione di conflitto di interessi.

### Primo ministro

#### Primo governo
Dopo le elezioni parlamentari dell'ottobre 2017, il 6 dicembre 2017 venne designato primo ministro; il successivo 13 dicembre 2017 ha presentato i ministri del suo governo, prestato giuramento ed è entrato in carica.
Divenendo la persona più anziana e più ricca ad aver mai assunto la premiership, così come il primo Primo Ministro nella storia della Repubblica Ceca ad essere di un partito diverso rispetto all'ODS o al ČSSD.

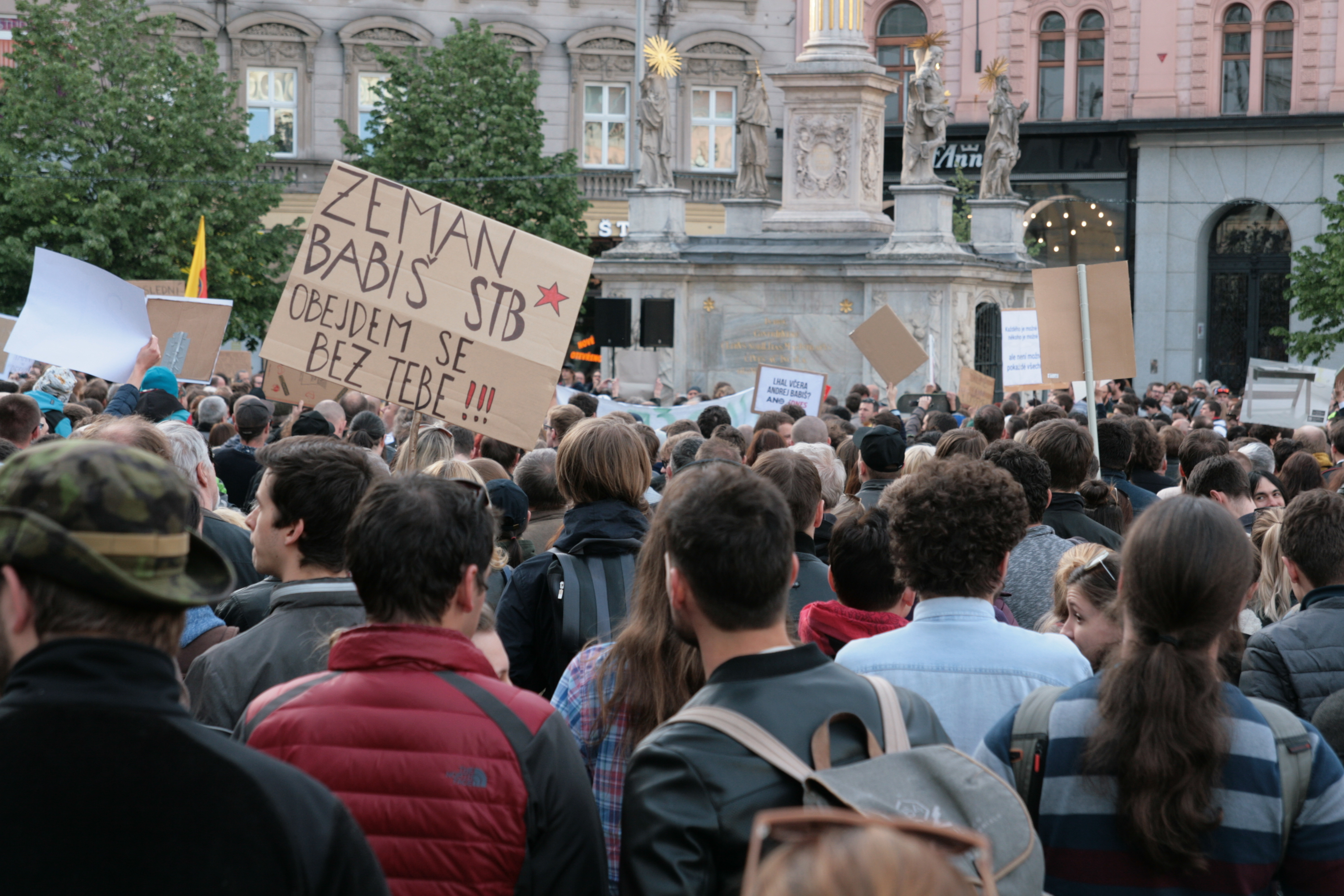
Proteste contro Babiš a Brno, 10 maggio 2017

Il 16 gennaio 2018 il suo governo non ha ottenuto la fiducia della Camera dei deputati, con un voto che ha visto 117 contrari e 78 favorevoli sul totale dei 200 deputati. Il giorno successivo dunque Babiš ha presentato le sue dimissioni al presidente Miloš Zeman; il suo governo resterà in carica per il disbrigo degli affari correnti fino alla nomina di un nuovo esecutivo.

#### Secondo governo
Il 6 giugno 2018, il Presidente Zeman ha nominato Andrej Babiš come Primo Ministro per la seconda volta, invitandolo a presentargli un elenco proposto di membri del governo. 
[[File:Babiš with Queen Elizabeth II, Angela Merkel, Emmanuel Macron and other world leaders to mark the 75th anniversary of D-Day in June 2019|thumb|left|Babiš con la Regina Elisabetta II, Angela Merkel, Emmanuel Macron e altri leader per il 75° anniversario del D-Day nel giugno 2019]]
Babiš ha giurato per la seconda volta come Primo Ministro il 27 giugno 2018. Zeman ha rifiutato di nominare il deputato CSSD e l'eurodeputato Miroslav Poche come Ministro degli Affari Esteri, quindi è stato sostituito dal presidente del partito CSSD e Ministro degli Interni Jan Hamacek. Il 10 luglio, il CSSD e ANO hanno firmato un accordo di coalizione. Taťána Malá è stata nominata Ministro della Giustizia per ANO, ma si è dimessa 13 giorni dopo a seguito di accuse di plagio nelle sue tesi di diploma e conflitto di interessi. Babiš prese brevemente in considerazione di consultare Zeman per la scelta di un ministro sostitutivo, ma di fronte alla vigorosa opposizione dei partiti di opposizione, nominò invece Jan Kněžínek, che aveva prestato giuramento da Zeman il 10 luglio. 
Il suo secondo gabinetto, in coalizione con il ČSSD, e confermato dalla Camera dei Deputati il 12 luglio 2018, è il primo governo dopo la caduta del comunismo nel 1989 a fare affidamento sull'appoggio esterno del Partito comunista.

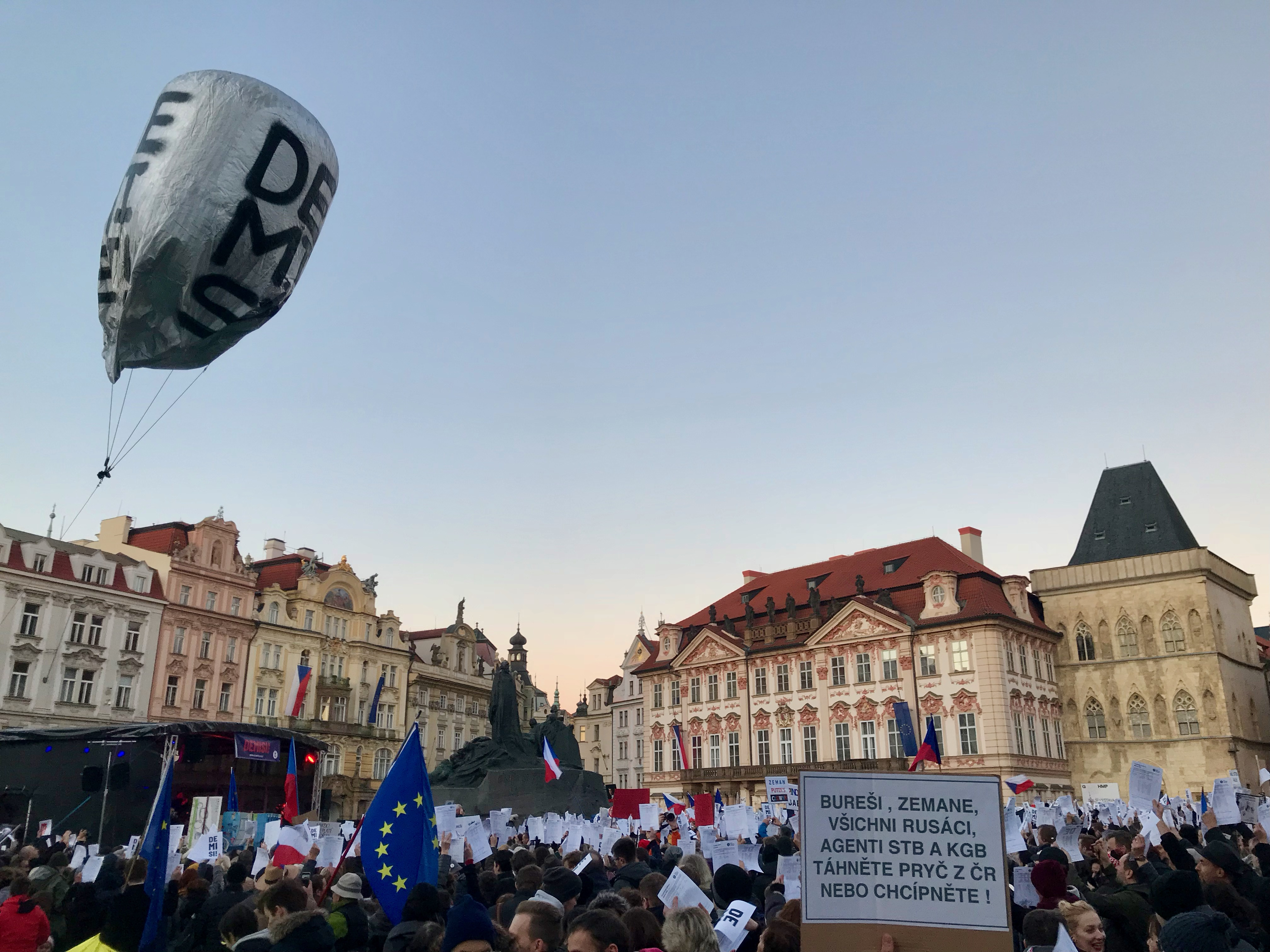
Proteste contro Babiš a Praga, 17 novembre 2018

Tra le condizioni imposte dal KSCM, per garantire il sostegno esterno dal parlamento, ci sono:
- l’innalzamento del salario minimo;
- l’indicizzazione al carovita delle pensioni;
- la protezione delle risorse naturali dalle multinazionali straniere;
- l’aumento della quota del settore pubblico nella gestione dell’acqua;
- il blocco dei prezzi delle abitazioni;
- la costruzione di nuovi alloggi a canone d'affitto calmierato;
- l'aumento della qualità della sanità nazionale.

Babiš sembrerebbe aver già ceduto a un'altra condizione dei comunisti: quella di imporre un compenso fiscale alle chiese per proprietà non restituite. Si tratta, quest’ultima, di una svolta rispetto ai passati esecutivi che avevano difeso il diritto del clero di riprendersi quanto era stato collettivizzato durante l’epoca del “socialismo reale”.
L'11 novembre 2018, Babiš ha rappresentato la Repubblica Ceca in una cerimonia all'Arco di Trionfo a Parigi per celebrare il centenario della fine della prima guerra mondiale. Alla cerimonia hanno partecipato leader mondiali tra cui il presidente degli Stati Uniti Donald Trump e il presidente russo Vladimir Putin.

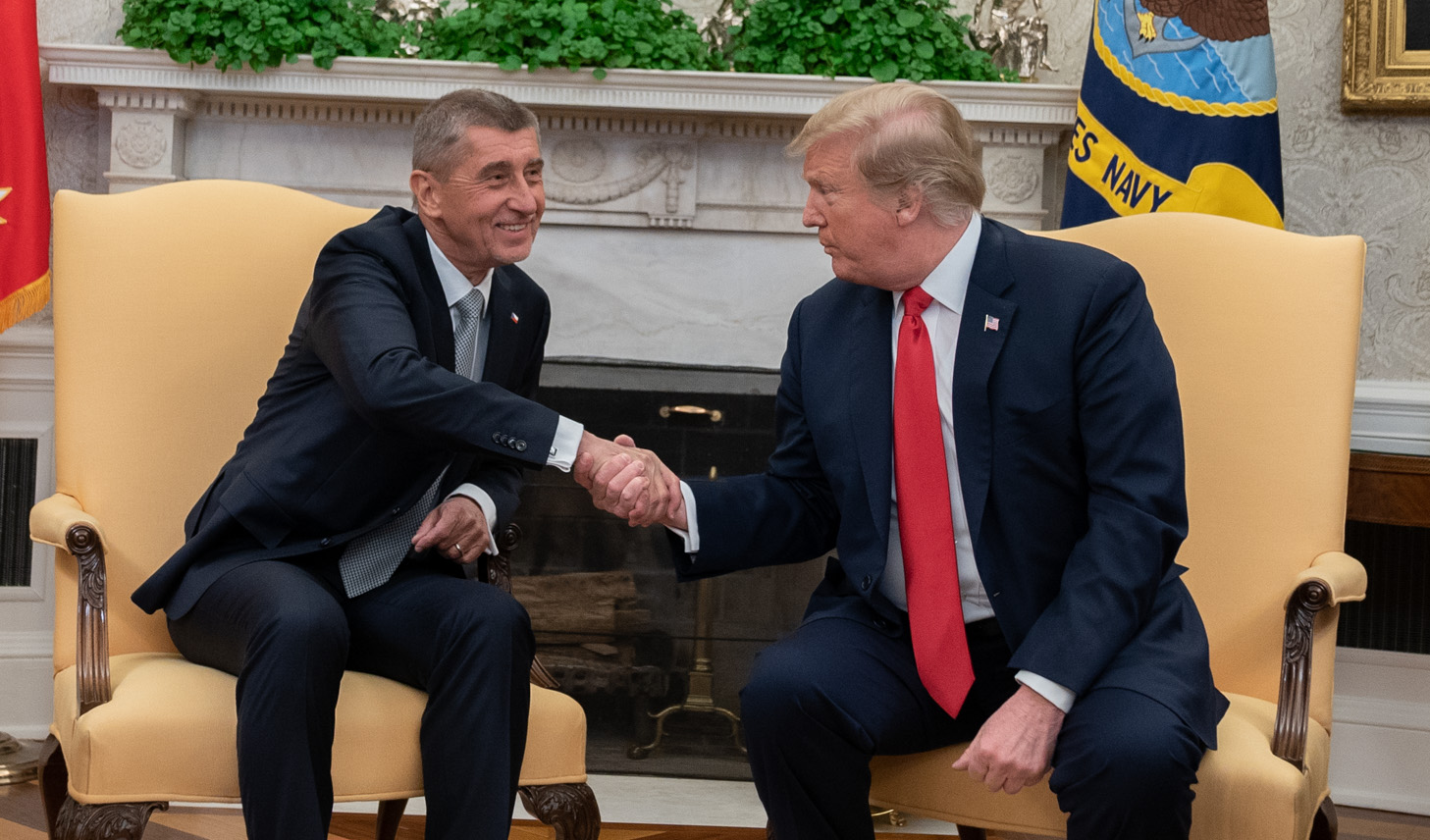
Babiš e il presidente degli Stati Uniti Donald Trump si stringono le mani alla Casa Bianca nel marzo 2019

Il 17 febbraio 2019, alla quinta conferenza del partito ANO, Babis è stato rieletto presidente senza opposizione, con 206 voti dei 238 delegati presenti. Babiš è stato ricevuto dal presidente Trump il 7 marzo 2019 alla Casa Bianca di Washington, DC, durante la sua prima visita ufficiale negli Stati Uniti. Prima dell'inizio dei colloqui bilaterali, Babiš dichiarò che l'alleanza tra gli Stati Uniti e la Repubblica Ceca era in corso da 100 anni dalla fondazione della Cecoslovacchia. I due leader hanno discusso argomenti come la sicurezza informatica, l'acquisto di elicotteri per l'esercito ceco, la possibile costruzione di centrali nucleari nella Repubblica ceca e l'importazione di gas liquefatto americano in Europa. Babis ha anche fatto appello al Presidente degli Stati Uniti per non imporre dazi all'importazione sui prodotti automobilistici dall'Europa. Il viaggio è stato visto positivamente da molti politici cechi. Il presidente dell'ODS Petr Fiala ha affermato che l'incontro ha continuato la "tradizione delle visite" conosciuta in passato nella Repubblica Ceca. Il vicepresidente del Partito pirata Mikuláš Peksa ha affermato che l'incontro potrebbe aiutare a prevenire le guerre commerciali tra gli Stati Uniti e l'Unione europea. Nel frattempo, i comunisti hanno criticato il supporto inequivocabile alle sanzioni contro la Russia. I media americani hanno criticato Babiš, paragonandolo a Trump e fornendo alcuni dettagli delle sue questioni interne. Deb Riechmann ha osservato che Babiš, come Trump, era un ricco uomo d'affari, e che entrambi "sono saliti al potere su un'onda nazionalista e sul rifiuto dei migranti". Babis ha elogiato il discorso sullo stato dell'Unione di Trump e ha persino parafrasato il suo slogan ("Rendi di nuovo grande la Repubblica Ceca").

### Proteste per il conflitto d'interessi
Alla fine di aprile 2019, Jan Kněžínek, ministro della giustizia ANO, si è dimesso. Babiš in sostituzione ha nominato Marie Benešová, che aveva anche ricoperto la carica di Ministro della Giustizia nel governo di Jiří Rusnok aumentando le preoccupazioni per il possibile impatto della nomina di Benešová sullo stato dell'inchiesta su Babiš riguardante il furto di alcuni fondi europei. Le proteste si sono intensificate all'inizio di giugno, quando sono stati pubblicati i risultati preliminari di due audit dell'Unione europea, scoprendo che Babiš è rimasto in conflitto di interessi anche dopo il trasferimento delle azioni Agrofert in fondi fiduciari, e quindi Agrofert non aveva diritto a ricevere sussidi europei. Secondo le stime degli organizzatori, 120.000 persone hanno partecipato alla manifestazione in Piazza Venceslao martedì 4 giugno 2019.
Il 3 giugno 2019, Babiš ha incontrato a Praga il leader birmano, Aung San Suu Kyi, con il quale ha parlato di cooperazione economica, istruzione e sviluppo della salute. Babiš ha elogiato i suoi sforzi per democratizzare il Myanmar.

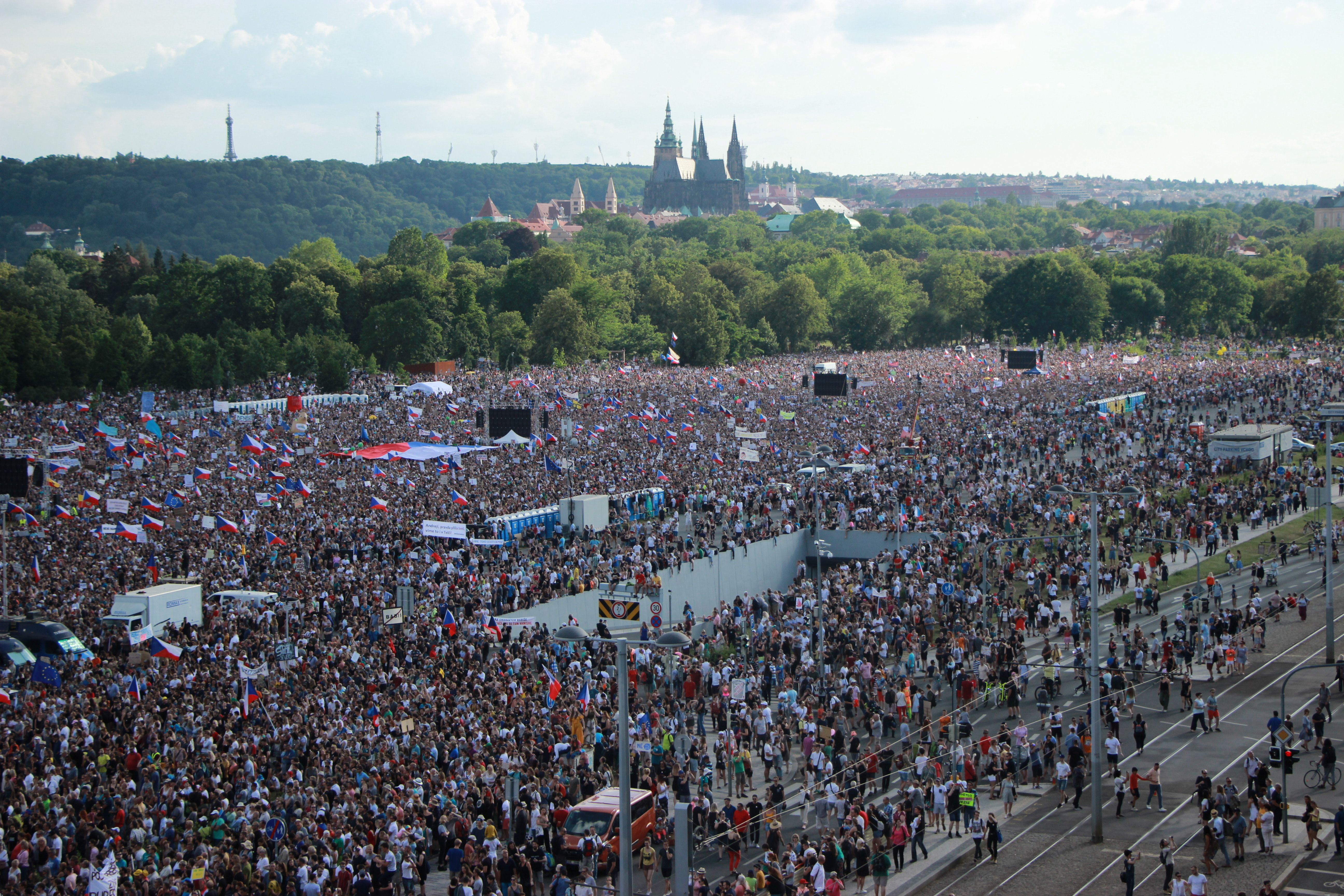
Dimostrazione contro il governo di Babiš il 23 giugno 2019, al Letná Park di Praga

Il 23 giugno 2019, è stata organizzata un'altra protesta contro il Primo Ministro Babiš, in risposta alle sue accuse penali e alle presunte frodi. Circa 250.000 persone hanno partecipato alla manifestazione, che è stato il più grande del paese dopo la Rivoluzione di velluto nel 1989.
Tuttavia all'inizio di settembre 2019, il procuratore Jaroslav Šaroch ha proposto di far cadere le accuse contro tutti gli imputati. La Procura della Repubblica di Praga ha appoggiato la proposta. I pubblici ministeri hanno sostenuto che al momento della domanda la Nest Farm soddisfaceva la definizione di PMI e che pertanto non era stato commesso alcun reato nel richiedere fondi europei. 
Un report della commissione europea del 22 ottobre 2020 ha comunque evidenziato come Babiš, in violazione della legislazione dell'Unione e di quella ceca, eserciti ancora il controllo su Agrofert, la società da lui fondata negli anni Novanta e ceduta nel 2017 a due fondi fiduciari, proprio allo scopo di eludere le norme sul conflitto di interessi.
La rivista Foreign Policy ha dato a Babiš il soprannome di "Babisconi", una combinazione del suo cognome e del cognome dell'ex primo ministro italiano Silvio Berlusconi, oggetto di numerosi scandali politici e finanziari. In risposta, Babiš ha minacciato di citare in giudizio la rivista, ma non lo ha mai fatto.

### Ambiente, rifugiati, Ue
Alla fine di settembre 2019, Babiš rappresentava la Repubblica ceca al vertice sul clima delle Nazioni Unite a New York. In un discorso all'Assemblea Generale ha sottolineato che è necessario concentrarsi al di fuori dell'Europa. Babis ha descritto la transizione chiave verso fonti di energia non fossili, ma le fonti solari e eoliche non sono ancora abbastanza efficaci ed ha sostenuto il piano del presidente turco Recep Erdoğan di creare una zona sicura per il ritorno dei rifugiati di guerra nel nord della Siria, ma in seguito ha criticato l'invasione turca della Siria e fermato l'esportazione di armi ceche in Turchia.
All'inizio di ottobre 2019, Babiš, insieme ai rappresentanti di numerosi altri paesi dell'UE, ha criticato il piano della Commissione Juncker di ridurre i sussidi in modo da eliminare il divario tra le regioni ricche e più povere dell'Unione europea ed ha ricordato che le imprese dell'Europa occidentale guadagnano ogni anno, a seguito di deflussi di capitali dai paesi del gruppo Visegrad, 50 miliardi di euro (1,27 trilioni di corone).

### Accuse di frode
La figura di Babiš è legata, almeno al 2001, al presidente Miloš Zeman quando era primo ministro. Nel 2001, Zeman commissionò la vendita di Unipetrol, una società chimica di proprietà statale, a Babiš, che si autoescluse dalla vendita, commissionandola successivamente ad una società polacca. Tale procedura, secondo i rapporti polacchi, fu oggetto di corruzione, un'enorme scandalo, anche se Babiš nega che siano state pagate eventuali tangenti. L'accordo Unipetrol è spesso citato come prova di una forte collaborazione tra Babiš e Zeman, collaborazione che ancora adesso continua.
Babiš, a partire dal dicembre 2015, fu oggetto di indagine, sia da parte della Polizia Ceca, che dell'Ufficio europeo per la lotta antifrode (OLAF) . Tra le accuse che gli vennero addebitate, risultò che un'azienda anonima aveva controllato delle sovvenzioni illegalmente ricevute dall'Unione Europea. Nel settembre del 2017, dopo una richiesta della polizia in relazione al caso, gli venne tolta l'immunità parlamentare. Babiš venne così accusato formalmente il 9 ottobre 2017. Il rapporto finale dell'OLAF, mandato al Ministero delle Finanze il 27 dicembre 2017 e pubblicato l'11 gennaio 2018, conferma i risultati della Polizia Ceca, della presenza, fin dall'inizio della trattativa, di una frode da 2 000 000 Euro.
Grazie alla rielezione nelle consultazioni del 2017, ha riacquistato l'immunità parlamentare e la Camera dei deputati ha votato di nuovo per sollevarla il 19 gennaio 2018.
Oltre alla presunta frode, Babiš è oggetto di continue critiche da parte degli oppositori politici e dei media su una serie di questioni, tra cui il conflitto di interessi, il suo ruolo passato nella polizia segreta comunista e le accuse di intimidazione nei confronti degli avversari. Babiš ha la reputazione di circondarsi con agenti di polizia, agenti di sicurezza e ex informatori comunisti, al fine di consolidare il suo potere.

### Il rapimento di suo figlio
Nel mese di novembre 2018, Andrej Babiš junior, suo figlio, parlando in un documentario prodotto dal sito ceco Seznam Zprávy, sostenne di essere stato convinto a recarsi in Crimea con la prospettiva di una vacanza o di un soggiorno di cura e di essere stato lì trattenuto, contro la sua volontà, da due russi, in un periodo in cui la polizia lo cercava per interrogarlo quale testimone su un caso di truffa, per 2 milioni di fondi europei, nel quale era coinvolto suo padre.

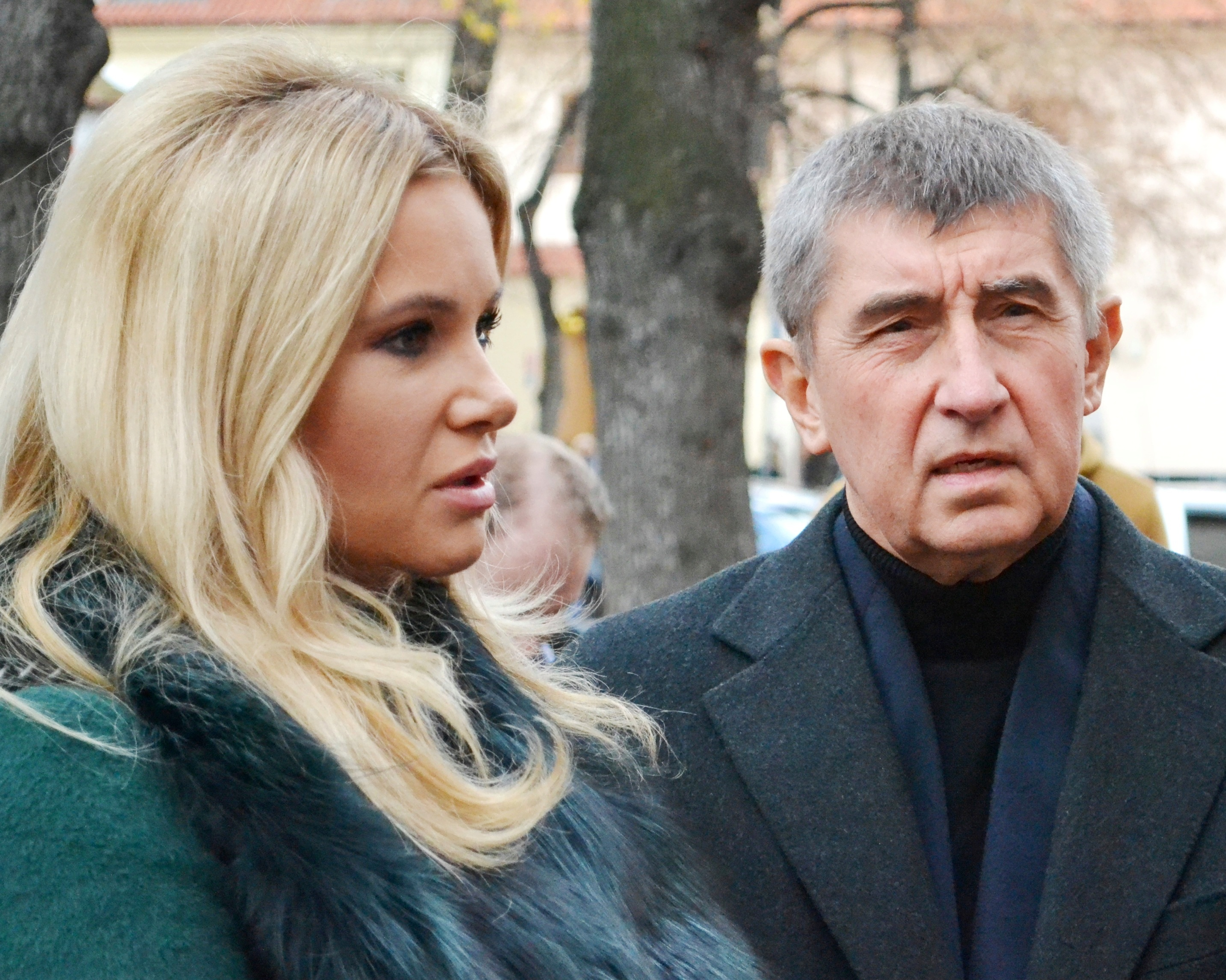
Andrej Babiš con la sua allora partner (ora moglie) Monika nel 2015

## Vita privata
Andrej Babiš è stato sposato una prima volta negli anni '70 con il medico Beata (in seguito Beatrice) Adamičová, una compagna di scuola. Due i figli: Adriana (nata nel 1979 e dal 2007 sposata con il direttore di Agrofert, Martin Bobek) e Andrej (nato nel 1982), entrambi coinvolti nel caso del resort "Nido delle cicogne".
Dal 1990 Babiš vive con la sua ex-segretaria Monika Herodesová (nata nel 1974), con la quale ha due figli, Vivien e Frederik. Sia Monika che suo fratello Martin Herodes sono stati coinvolti nella vicenda del "Nido delle cicogne".
Nel 2013 Monika ha cambiato il cognome in Babišová e i due si sono sposati nel 2017.